# یوا شینکاوا
یوا شینکاوا (انگلیسی: Yua Shinkawa؛ زادهٔ ۲۸ دسامبر ۱۹۹۳) بازیگر، مدل و شخصیت‌های تلویزیونی در ژاپن اهل ژاپن است.